# Jan Panenka
Jan Panenka (8. července 1922 Praha – 12. července 1999 Praha) byl český klavírista.
Koncertovat začal již během 2. světové války, kdy jej ještě jako studenta uvedl v roce 1944 na pódium pražské Lucerny profesor pražské konzervatoře František Maxián st.. Od té doby působil jako sólista, komorní hráč a klavírní pedagog více než 50 let. Kromě bohaté koncertní činnosti zanechal za sebou rozsáhlý odkaz gramofonových nahrávek, z nichž některé získaly tuzemská i mezinárodní ocenění (dvakrát cena Grand Prix du Disque v Paříži, třikrát cena Supraphonu a ocenění od Nippon Columbia v Japonsku).

## Život
Jan Panenka se narodil 8. července 1922. Přestože jeho původním úmyslem bylo věnovat se studiu filozofie, přihlásil se na pražskou konzervatoř, kde po maturitě na žižkovské reálce začal studovat pedagogický obor se zaměřením na dirigování. Profesor František Maxián st. si povšiml jeho pianistického nadání a vzal jej do svého klavírního oddělení. Zde absolvoval v roce 1946 a následně ještě studoval v letech 1946–1947 v Leningradě, kde jej vyučoval klavírní interpretaci profesor Pavel Serebrjakov. V roce 1951 získal druhou cenu v soutěži Pražského jara a téhož roku byl jmenován aspirantem Akademie múzických umění v Praze. V roce 1957 se stal členem Sukova tria ve složení Josef Suk, Josef Chuchro a Jan Panenka. V roce 1958 byl jmenován sólistou České filharmonie. V roce 1959 se zúčastnil legendárního tříměsíčního zájezdu České filharmonie, který byl nejdelším turné, jaké kdy do té doby světový orchestr uskutečnil. Ve třech světadílech hrál pod taktovkou Karla Ančerla klavírní koncerty Roberta Schumanna, Petra Iljiče Čajkovského a Ludwiga van Beethovena. V následujících 20 letech vystupoval úspěšně jako sólista, přičemž interpretačně pokrýval širokou oblast české hudby (Antonín Dvořák, Bedřich Smetana, Leoš Janáček, Bohuslav Martinů) a světové hudby (zejména Ludwig van Beethoven, Robert Schumann, Franz Schubert, Ferenc Liszt, Johannes Brahms). Byl rovněž vyhledávaným interpretem soudobých českých skladatelů (Miloslav Kabeláč, Pavel Bořkovec, Jan Hanuš, Emil Hlobil, Jan Kapr, Ladislav Vycpálek). Intenzivně se věnoval též komorní hudbě, kde byli jeho nejfrekventovanějšími partnery Josef Suk, Josef Chuchro, Yuriko Kuronuma, Smetanovo kvarteto, Panochovo kvarteto a Kvarteto hlavního města Prahy. V oblasti spolupráce s orchestry nejčastěji vystupoval a nahrával s Českou filharmonií (Karel Ančerl, Václav Neumann, Zdeněk Košler), a Symfonickým orchestrem hlavního města Prahy (FOK s dirigentem Václavem Smetáčkem). Byl pravidelným hostem festivalu Pražské jaro.
V roce 1978 zanechal aktivní koncertní činnosti z důvodu onemocnění pravé ruky jako následku pozdě diagnostikované boreliózy. V roce 1986 se znovu vrátil ke klavíru, v důsledku zvýšené unavitelnosti pravé ruky však pouze ke studiovému natáčení a ke komornímu vystupování.
Souběžně s koncertní činností se věnoval vyučování klavírní hry na pražské HAMU. V roce 1969 byl jmenován docentem a v roce 1990 profesorem. V porevoluční době působil rovněž jako předseda Akademického senátu AMU. Pedagogické činnosti se věnoval dlouhodobě též v Japonsku, kde pravidelně vyučoval klavírní hře na letních kurzech v letech 1986–1997 v Kirišimě.
Zemřel krátce po svých 77. narozeninách 12. července 1999.

## Kompletní diskografie
Bach, J.S.:
Jesu bleibet meine Freude (arr.M.Hess), King Records KICX 81069-70CD
Beethoven, L., van:
Šest bagatel pro klavír, op.126, Supraphon 1110 1224 CD
Rondo Capriccioso G-dur, op.129, Supraphon 1110 1224 CD
Sonáta pro klavír č.6 F-dur, Supraphon 1 11 1231-2
Sonáta pro klavír č.9 E-dur, Supraphon LP 1 11 0830G
Sonáta pro klavír č.10 G-dur, Supraphon LP 1 11 0830G
Sonáta pro klavír č.14 cis-moll (1. věta), King Records KICX 81069-70CD
Sonáta pro klavír č.26 Es-dur, Supraphon 1 11 0830G
Sonáty pro housle a klavír (Kompletní provedení),Josef Suk - housle, Supraphon SU 3441-2 114
Sonáta pro housle a klavír č.5 F-dur, č.9 A-dur, Josef Suk - housle (1965), Supraphon SV 8284
Sonáty a variace pro violoncello a klavír (Kompletní provedení), Josef Chuchro - violoncello, Supraphon SU 3601-2 112
Klavírní trio c-moll, op.1 č.3, Sukovo trio, Supraphon SV 8126
Klavírní trio D-dur, op.70, č.1, Sukovo trio, Supraphon SV 8126
Klavírní trio B dur, op.97 Arcivévodské, Sukovo trio (1959), Supraphon OP-7168-S
Klavírní trio B dur, op.97 Arcivévodské, Sukovo trio (1975), 	Denon 33CO-1586 CD
Koncerty pro klavír orchestr č.1-5 (Kompletní provedení)
Fantazie pro klavír, sbor a orchestr c-moll, op.80, Symfonický orchestr hl. m. Prahy (FOK), V.Smetáček, Supraphon SU3540-2 013
Trojkoncert C-dur, op.56, Sukovo trio, Česká filharmonie, Kurt Masur, Supraphon 1 10 1558
Bořkovec, Pavel:
Koncert pro klavír a orchestr č.1, Česká filharmonie, Zdeněk Košler, Supraphon 1 10 1205
Brahms, Johannes:
Valčík As-dur pro klavír, op.39, č.15	King Records KICX 81069-70 CD
Sonáta pro housle a klavír č.1 G-dur,
Sonáta pro housle a klavír č.2 A-dur,
Sonáta pro housle a klavír č.3 d-moll, Keiko Urushihara - housle, Fontec FOCD3171 CD
Sonáta pro housle a klavír č.2 A-dur, č.3 d-moll, Josef Suk - housle, Supraphon SV 8053
Sonáta pro violoncello a klavír č.1 e-moll
Sonáta pro violoncello a klavír č.2 F-dur
Sonáta pro violoncello a klavír (arr. houslová sonáta G-dur), Daniel Veis - violoncello, Supraphon 11 1564-2 132
Sonáta pro violu a klavír č.1 f-moll, op.120, č.1
Sonáta pro violu a klavír č.2 Es-dur, op.120, č.2, Josef Suk - viola, Supraphon 11 1432-11
Trio Es-dur pro housle, lesní roh a klavír
Klavírní trio H-dur, op.8
Klavírní trio C-dur, op.87
Klavírní trio c-moll, op.101, Sukovo trio (1976), Zd.Tylšar - lesní roh, Josef Suk - housle, J.Chuchro - violoncello, Supraphon 1 11 2251-52 G
Klavírní trio c-moll, op.101, Sukovo trio (1966), Supraphon OP-7171-S
Klavírní kvartet č.3 c-moll, op.60
Klavírní kvintet f-moll, op.34, Kocianovo kvarteto, Denon CO-73536
Čajkovskij, P.I.:
Album pro mládež. Cyklus klavírních skladeb, Supraphon
Klavírní trio a-moll, op.80, Sukovo trio (1959), Supraphon TYS 3021-S
Klavírní trio a-moll, op.80, Sukovo trio (1977), Denon 33CO-1588 CD
Debussy, Cl.:
Sonáta pro housle a klavír, Josef Suk - housle, Supraphon SU 3547-2 101 CD
Sonáta pro violoncello a klavír, Josef Chuchro - violoncello, Supraphon SM 8114
Doubrava, Jaroslav
Sonáta pro housle a klavír, Marie Hlouňová - housle, Supraphon 0435788-791 (78 ot/min.)
Dusík, Ladislav:
Sonáta pro klavír B-dur, op.62, Supraphon 1 11 1231-2
Sonáta pro klavír f-moll, op.77,
Dvanáct melodických etud, op.16
Rondo Les Adieux, Supraphon 11 11 4103 G
Koncert pro dva klavíry a orchestr, op.63, Fr.Maxián - klavír, Česká filharmonie, Zdeněk Chalabala, Supraphon DM 5737
Koncert pro dva klavíry a orchestr, op.63, Fr.Maxián - klavír, Česká filharmonie, John Barbirolli, Supraphon LIVE CD
Dvořák, Ant.:
Sonáta F-dur pro housle a klavír
Sonatina G-dur pro housle a klavír, Josef Suk – housle, Supraphon DV5516G
Romance pro housle a klavír f-moll, Yuriko Kuronuma - housle, Fontec FOCD3213 CD
Klid lesa (arr.Josef Suk), Josef Suk - viola, Supraphon 1 11 2179
Klavírní trio č.1 B-dur, op.21
Klavírní trio č.2 g-moll, op.26
Klavírní trio č.3 f-moll, op.65
Klavírní trio č.4 e-moll, op.90 Dumky, Sukovo trio, Denon OQ-7440-42-ND
Klavírní trio č.3 f-moll, op.65, Sukovo trio, Supraphon OP-7171 S
Klavírní kvintet A-dur, op.5, Smetanovo kvarteto, Supraphon 10 4115-2 CD
Klavírní kvintet A-dur, op.81, Smetanovo kvarteto (1959), Supraphon DV 5610
Klavírní kvintet A-dur, op.81, Smetanovo kvarteto (1988), Supraphon 10 4115-2 CD
Klavírní kvintet A-dur, op.81, Panochovo kvarteto (1993), Supraphon 11 1465-2 131 CD
Falla, Manuel,de.:
Noci ve španělských zahradách, Česká filharmonie, Antonio Pedrotti, Supraphon DV 5962
Fauré, Gabriel:
Berceuse, op.16, Josef Suk - housle, Supraphon 1 11 0227
Sonáta pro housle a klavír č.1 a č.2, Yuriko Kuronuma - housle, Sony SOCM 117
Foerster, J.B.:
Sonáta pro housle a klavír „Quasi fantasia“, Josef Suk - housle, Supraphon 11 0705-2 CD
Franck, César:
Sonáta pro housle a klavír A-dur, Josef Suk - housle, Supraphon 11 0710-2 CD
Gerswin, George:
Rhapsody in Blue, Symfonický orchestr hl. m. Prahy (FOK), Václav Smetáček, Supraphon DM 5239
Grieg, Edvard:
Pochod skřítků, p.54, č.3
Svatební den na Troldhaugenu, op.65, č.6
Ukolébavka op.38, č.1
Koncert pro klavír a orchestr a-moll, Symfonický orchestr hl. m. Prahy (FOK), Václav Neumann, Supraphon DV 5504
Hanuš, Jan:
Musica Concertante, op.67, Josef Chuchro - violoncello, Česká filharmonie, Václav Neumann, Panton 11 0349 H
Hindemith, Paul:
Sonáta pro violu a klavír, Ladislav Černý - viola, Supraphon SU 3021-2 911 CD
Koncertní hudba pro klavír, žestě a harfy, Karel Patras a B.Dobrodinský - harfy, Komorní filharmonie, L.Pešek, Supraphon SU 3021-2 911 CD
Hlobil, Emil:
Sonáta pro housle a klavír, Josef Suk - housle, Supraphon DM 5840
Chopin, Fréderic:
Polonéza - Fantazie op.61
Rondo Es-dur, op.16, Supraphon 1 11 0233 CD
Janáček, Leoš:
V mlhách
Frýdecká Panna Maria, Denon OX-7139-ND
Sonáta pro housle a klavír, Josef Suk - housle (1958), Supraphon SU 3547-2 101
Sonáta pro housle a klavír, Josef Suk - housle (1975), Supraphon 11 0705-2 CD
Sonáta pro housle a klavír, Yuriko Kuronuma - housle, Victor VX-63
Dumka c-moll pro housle a klavír
Romance Es-dur pro housle a klavír, Josef Suk - housle, Supraphon 1 11 2341-42G
Elegie na smrt dcery Olgy, I. Žídek - zpěv, Pražský filharmonický sbor, J. Veselka, Supraphon CD
Ježek, Jaroslav:
Sonáta pro klavír, Supraphon SUA 10411
Sonáta pro housle a klavír, Josef Suk - housle , Supraphon SU 3547-2 101 CD
Kalabis, Viktor:
Klavírní trio, op.39, Sukovo trio, Supraphon 1 11 2170
Kálik, Václav:
Sonáta pro housle a klavír, Josef Suk - housle, Supraphon DV 5760
Kapr, Jan:
Domov. Výběr z cyklu klavírních skladeb, Supraphon DV 5293
Klusák, Jan:
Rondo pro klavír, Panton 01 0202 G
Liszt, Franz:
Notturno č.3 Es-dur „Liebestraum“, King Record KICX 81069-70CD
Fantazie na motivy z opery Don Giovanni
Fantazie na motivy z opery Puritáni
Parafráze na Schubertvu píseň Zastaveníčko
Parafráze na Schubertpvu píseň Ave Maria
Parafráze na Schubertovu píseň Lípa
Husitská píseň, Supraphon 11 0047-2	CD
Martinů, B.:
Sonáta pro klavír, Supraphon SUA 10411
Sonáta pro housle a klavír č.2
Sonatina pro housle a klavír, Yuriko Kuronuma - housle, Victor VX-63
Sonáta pro housle a klavír č.3, Yuriko Kuronuma - housle, Fontec FOCD3213 CD
Intermezzi pro housle a klavír, Yuriko Kuronuma - housle, Victor VX 141
Dvojkoncert pro dva smyčcové orchestry, klavír a tympány, J.Hejduk - tympány, Česká filharmonie, Karel Šejna, Supraphon SU 1924-2 001 CD
Concertino pro klavírní trio a orchestr, Sukovo trio, Česká filharmonie, Václav Neumann, Supraphon 1 10 2198
Sinfonietta giocosa pro klavír a malý orchestr, Pražský komorní orchestr, Bohumil Gregor, Supraphon 11 0373-2 031 CD
Sinfonietta giocosa pro klavír a malý orchestr, Česká filharmonie, Zdeněk Košler, Supraphon 1 10 2198
Divertimento pro levou ruku a komorní orchestr, Pražský komorní orchestr, Bohumil Gregor, Supraphon 11 0373-2 031 CD
Mendelssohn-B.,F.:
Klavírní trio d-moll, Sukovo trio, Supraphon SU 3602-2 111 CD
Mozart, W.A.:
Turecký pochod z Klavírní sonáty K.331, King Records KICX 81069-70CD
Sonáty pro housle a klavír (Kompletní provedení), Václav Snítil - housle, Supraphon 11113411-8
Kvintet Es-dur pro klavír, hoboj, klarinet, lesní roh a fagot, K.452, J. Schejbal, Vl. Říha, M. Štefek, K. Vacek, Supraphon DV 5301
Nedbal, Oskar:
Sonáta pro housle a klavír, Josef Suk - housle, Supraphon 1 11 2341-42 G
Novák, Vítězslav
Sonáta pro housle a klavír d-moll, Josef Suk - housle,	Supraphon 1 11 2341-42
Podešva, Jaromír:
Sonáta pro housle a klavír, Josef Suk - housle, Supraphon DV5698
Poulenc, Francis:
Sonáta pro housle a klavír, Josef Suk - housle, Supraphon SU 3547-2 101 CD
Prokofjev, S.:
Sonáta pro housle a klavír č.2, op.94, Yuriko Kuronuma - housle, Victor VX 141
Ravel, Maurice:
Sonáta pro housle a klavír, Yuriko Kuronuma - housle, Victor VX 141
Reiner, Karel:
Sonáta pro klavír č.3, Supraphon DV 6132
Respighi, O.:
Sonáta pro housle a klavír, Josef Suk - housle, Supraphon DV 5537
Schubert, Franz:
Moment Musicaux č.3, King Records KICX 81069-70CD
Duo A-dur pro housle a klavír , op.162
Sonatina pro housle a klavír,	Josef Suk - housle, Supraphon CO-3197	CD
Klavírní trio B-dur, op.99
Notturno, op.148, Sukovo trio, Supraphon OP-7169-S
Klavírní trio B-dur, op.99
Notturno, op.148, Sukovo trio, Denon 33CO-1587
Klavírní kvintet A-dur, op.114, Smetanovo kvarteto, Fr.Pošta - kontrabas, Supraphon SV 8063 CD
Schumann, R.:
Karneval, op.9, 1955, Supraphon DM 5260
Karneval, op.9, 1974, Columbia OX 7002-N
Sonáta pro klavír fis-moll, Supraphon LPM 355 CD
Kinderszenen, op.15, Columbia OX 7002-N
Album pro mládež, op.68. „Veselý rolník“, King Records KICX 81069-70CD
Pohádkové obrazy pro violu a klavír, op.113, Josef Suk - viola, Supraphon 11 1432-2 CD
Adagio a allegro pro violoncello a klavír, op.70
Fantasiestucke, op.73
Pět skladeb v lidovém tónu pro violoncello a klavír, op.102, Daniel Veis - violoncello, Supraphon 11 1564-2 132 CD
Klavírní kvartet, op.47, Členové Panochova kvarteta, Supraphon 11 0367-2 CD
Klavírní kvintet Es-dur, op.44, Smetanovo kvarteto, Denon 33CO-1329 CD
Koncert pro klavír a orchestr a-moll, op.54, Česká filharmonie, Karel Ančerl, Harmonia mundi PR254 000/01 CD
Sluka, Luboš:
Sonáta pro violoncello a klavír, Josef Chuchro - violoncello, Supraphon DM 5815
Smetana, Bedřich:
Louisina polka, Supraphon 46193 (78 ot/min.)
Vzpomínka na Plzeň, Supraphon 49192 (78 ot/min.)
Přívětivá krajina, Supraphon 46194 (78 ot.min.)
Etuda C-dur
Vzpomínka na Čechy. Polka e-moll, op.1, č.2, Supraphon 1 11 0233
Polka Fis-dur, op.7, č.1
Na břehu mořském, op.17
Pohádka (Bagatelle a Impromptu, op.6), Denon OX-7139-ND
Duo pro housle a klavír, Josef Suk - housle, Supraphon 110270-2
Duo pro housle a klavír, Yuriko Kuronuma - housle (1971), Victor VX-63
Duo pro housle a klavír, Yuriko Kuronuma - housle (1987), Fontec FOCD3213 CD
Večerní písně, Ivo Žídek - zpěv, Supraphon LPM 395
Klavírní trio g-moll, Sukovo trio, Supraphon 11 0704-2CD
Suk, Josef:
Nálady, op.10, č.1 a č.5, Supraphon 1 11 0233
Balada pro housle a klavír
Čtyři skladby pro housle a klavír, op.17
Sólo z pohádky Radúz a Mahulena, Josef Suk - housle, Supraphon DV 5537
Elegie pro klavírní trio, op.23, Sukovo trio (1967), Supraphon 1 11 0448
Elegie pro klavírní trio, op.23, Sukovo trio (1977), Denon OX-7134-ND
Šatra, Antonín:
Sonáta pro housle a klavír G-dur, Karel Šroubek - housle, Supraphon DV 5601
Šostakovič, D.:
Sonáta pro violu a klavír, op.147, Josef Suk - viola, Denon 25CO-3194 CD
Vačkář, Dalibor:
Sonáta pro housle a klavír „Dedikace“, Josef Suk - housle, Supraphon SV 8406
Vomáčka, Boleslav:
Sonáta pro housle a klavír, Spytihněv Šorm - housle, Supraphon DV 5601
Vinci, Leonardo:
Sonáta pro flétnu a klavír, Severino Gazzelloni - flétna, Supraphon 1 11 181-2 CD
Weber, C.M., von:
Sonáta pro klavír č.1 C-dur, Supraphon 1 11 1231-2
Violoncellové přídavky (klavírní doprovod), Kamimura, N – violoncello, Fontec FOCD 9070 CD
Přídavky pro kontrabas (klavírní doprovod), František Pošta – kontrabas, Supraphon 1 11 1949 G